# El horno de las fieras
El horno de las fieras (título original en inglés, The Burning Fiery Furnace) es una de las tres parábolas para iglesia con música de Benjamin Britten y libreto en inglés de William Plomer. Data de 1966, y es su Opus 77. Las otras dos parábolas para iglesia son Curlew River (1964) y El hijo pródigo (1968).  
La obra se estrenó en Orford Church, Suffolk, Inglaterra, el 9 de junio de 1966 por el English Opera Group. El escenario lo diseñó Annena Stubbs.  Colin Graham fue director de escena de esta primera producción.
La escala y estilo de instrumentación son similares a las de Curlew River, pero hay una notable diferencia, el uso del trombón alto.
Clifford Hindley ha hablado de un subtexto que muestra simpatía por la homosexualidad tanto por parte de Britten como la de Plomer en su tratamiento de la historia.
Esta ópera rara vez se representa en la actualidad; en las estadísticas de Operabase aparece con sólo 3 representaciones en el período 2005-2010.

## Personajes
| Personaje                         | Tesitura | Reparto del estreno, 9 de junio de 1966 (Director: None) |
| --------------------------------- | -------- | -------------------------------------------------------- |
| Nebuchadnezzar                    | tenor    | Peter Pears                                              |
| Astrólogo                         | barítono | Bryan Drake                                              |
| Ananias (Shadrack)                | barítono | John Shirley-Quirk                                       |
| Misael (Meshach)                  | tenor    | Robert Tear                                              |
| Azarias (Abednego)                | barítono | Victor Godfrey                                           |
| Heraldo y líder de los cortesanos | barítono | Peter Leeming                                            |
| Coro de cortesanos; séquito       |          |                                                          |